# Lycopodium jussiaei
Lycopodium jussiaei är en lummerväxtart som beskrevs av Nicaise Auguste Desvaux och Jean Louis Marie Poiret. Lycopodium jussiaei ingår i släktet lumrar, och familjen lummerväxter. Inga underarter finns listade i Catalogue of Life.